# MÁV 222 sorozat
A MÁV Ie. osztályú, később 222 sorozatú gyorsvonati mozdonyát a korabeli hazai gőzmozdonyok jellegzetes stílusjegyeivel, emellett különleges megoldásnak számító tandem gépezettel rendelkezik. Tervezője Kordina Zsigmond, a MÁV Gépgyár akkori főmérnöke.

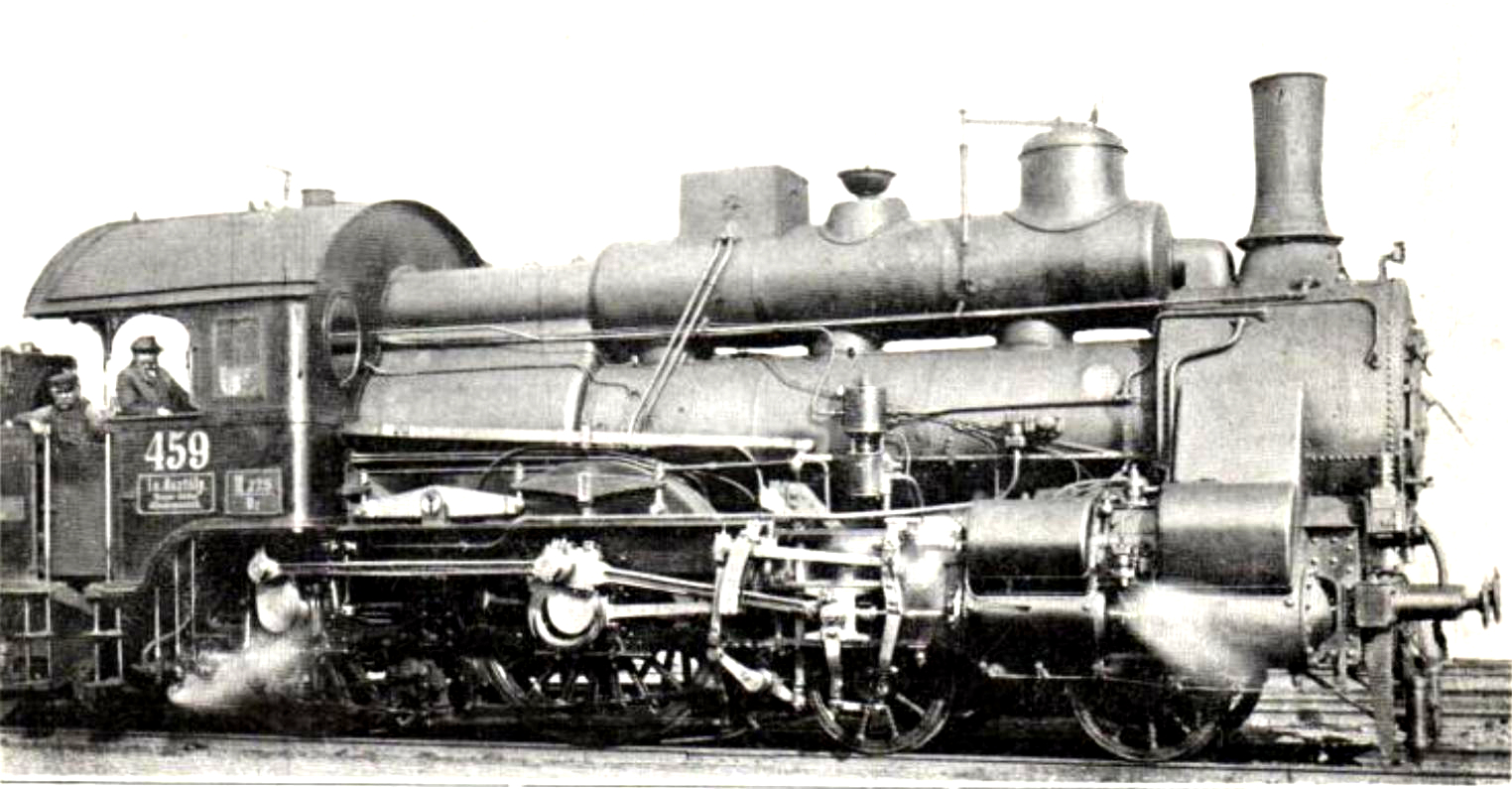
Kép a MÁv 222.559 pályaszámú mozdonyáról

## Kifejlesztése
A MÁV 1884-ben nyitotta meg Budapest-Kelenföld és Újszőny (ma: Komárom) közötti vonalát. Ezzel létre jött a Budapest–Bécs közötti második, ún. jobbparti vasútvonal (ezt ma Budapest–Hegyeshalom–Rajka-vasútvonalként ismerjük). A korábbi, a Duna bal partján épített vonal egy magánvasút, az OMÁV kezelésében volt, így a két vonal között hamarosan éles verseny kezdődött. A jobbparti vonal lényegesen kedvezőtlenebb vonalvezetéssel (jelentős emelkedők, kis sugarú ívek) épült, így nagyobb teljesítményű mozdonyok szükségeltettek a vonatok továbbításához. 1888-ban Baross Gábor közlekedésügyi miniszter bevezette az úgynevezett zónatarifa-rendszert, melynek nyomán az utazási kedv, így a vonatok tömege is jelentősen megnőtt, olyannyira, hogy a MÁV az idő szerinti legerősebb gyorsvonati mozdonya az Ia. osztályú (később 220 sorozatú) mozdonyok is csak költséges előfogatolással volt képes a vonatokat továbbítani. Ugyanekkor jelent meg a hazai vasúttörténetet végigkísérő jelenség, hogy a vasúti pályák terhelhetősége elmaradt a tervezők által tervezhető és a szükségletek által igényelt méretű (elsősorban: tengelyterhelésű) mozdonyok megkívánta mértéktől. Már az 1881-ben elkészült Ia. osztály is túl nehéznek bizonyult több vonalra, így annak könnyített és valamivel gyengébb változatát, az Id. osztályú (később 221 sorozatú) mozdonyokat kellett építeni egészen 1888-ig, a pályák szükséges megerősítéséig. Ilyen körülmények között rendelték meg a MÁV Gépgyártól egy olyan gyorsvonati mozdony elkészítését, mely 160 tonnás vonatot 6,7‰-es pályán 60 km/h, sík pályán 80 km/h sebességgel képes továbbítani. A mozdony legfeljebb 14 t tengelyterhelésű és szerkocsival együtt 13,5 m-nél rövidebb össz-tengelytávolságú lehetett. Ez utóbbi feltételt egy másik infrastrukturális adottság, a mozdonyfordító korongok mérete szabta meg. A mozdony emiatt legfeljebb négy tengelyes lehetett, mely az Ia. és Id. osztályú mozdonyokkal azonos 2'B tengelyelrendezést és legfeljebb 4 × 14 = 56 tonnás tömeglimitet jelentett. A kitűzött feladatot a MÁV Gépgyár neves főmérnöke, Kordina Zsigmond vezetésével oldotta meg.

## Szerkezete
A szükséges teljesítmény először is a kazán méreteinek a lehetőségek határáig történő megnövelését kívánta meg. A kisebb fűtőértékű szenek alkalmazhatóságának követelménye igen nagy méretű rostélyfelületet kívánt. Mivel ekkor még mozdonyszerkesztési elv volt, hogy a kazánt a mozdony stabilitása miatt minél alacsonyabbra építsék, a megfelelően széles rostélyt csak külső mozdonykeret alkalmazásával lehetett elérni. A másik teljesítménynövelő eszköz a kompaund gépezet alkalmazása volt. Azonban a külső keret a megfelelő átmérőjű kisnyomású henger elhelyezését nem tette lehetővé: jelentősen túlnyúlt volna a szerkesztési szelvényen. Mivel a belső hengereket a görbített (könyökös) tengelyekkel járó problémák miatt mindenképpen mellőzni akarták, ezért egy viszonylag ritka, de ötletes megoldást, az Arthur Woolf nevével fémjelzett tandem hengerelrendezést választották. Ez azt jelentette, hogy két nagyobb helyett négy kisebb hengert alkalmaztak, mégpedig úgy, hogy a mozdony mindkét oldalára egy-egy nagynyomású és előtte elhelyezve egy-egy kisnyomású hengert szereltek, melyek közös dugattyútengelyre dolgoztak. Ez a kéthengeres kompaund megoldásnál (ahol egyik oldalon egy nagynyomású, másik oldalon pedig egy nagyobb átmérőjű kisnyomású henger található) kiegyensúlyozottabb és nyugodtabb járást jelent. Természetesen hátránya is van: egyrészt a négy henger nagyobb hűtőfelülete, valamint a hengercsoport nehéz szerelhetősége.

### Kazán
Az Ie. osztályú mozdonyoknak tehát nagyméretű porosz-, más néven Becker-rendszerű állókazánja volt, mely 14,5, 18 és 14 mm-es lemezekből készült. A rostély 1/8-as esésű, első része buktatható volt. A hosszkazán több, mint 1,3 m átmérőjű, csőfalközének hossza 4000 mm és 14 mm-es folytvas lemezekből szegecseléssel készült. A hosszkazánban 188 db 46,5/52 mm átmérőjű folytvas tűzcsövet építettek be. A csőátmérőhöz viszonyítva a hosszuk viszonylag rövid, ami azt jelenti, hogy a hőenergia túl rövid úton távozik a kazánból és ez a hatásfokot valamivel rontja. Ennek oka egyrészt, hogy a megfelelő méretezési ismeretek akkor még nem álltak rendelkezésre, másrészt a mozdony méret- és tömegkorlátai is kompromisszumot követeltek a kazán méreteinél. A hosszkazán első övén helyezték el a gőzdómot, melyre közvetett terhelésű rugómérleges biztonsági szelepet szereltek. A hosszkazánhoz 1,73 m hosszú, ún. amerikai füstszekrény csatlakozik, melyben békaszájú gőzfúvót helyeztek el, mely hengeres öntöttvas kéményhez csatlakozik. A kazánt 1–1 db Gresham & Craven-rendszerű nem szívó, 10, illetve 9 mm-es nyílású frissgőz-lövettyű táplálta vízzel.

### Gépezet
Az oldalanként két, (egy nagy- és előtte egy kisnyomású) tandem elrendezésű, a főkereten kívül vízszintesen elhelyezett gőzhenger az első kapcsolt kerékpárt hajtotta. A gőzhengerek folytvas beömlőcsövei mindkét oldalon 121/133 mm átmérőjűek és 1,85 m hosszúak, az átömlőcsövek ugyanilyen átmérőjűek, de 1,95 m hosszúak voltak, míg a kiömlőcsövek 166/178 mm átmérőjűvel és 1,95 m hosszúsággal készültek. A jobb oldali forgattyút a bal oldalihoz képest 90°-kal előbbre ékelték a kerékpártengelyre.
A dugattyúrudat a hátlsó nagynyomású henger fedelén átvezettték, a kisnyomású hengernél viszont elöl nem átmenő rendszerű volt. A dugattyúrudak tömszelencéi azbesztfonatos tömítéssel készültek. A keresztfejek kétvezetékesek voltak, azonban a vezetékek eleje a szokásostól eltérően nem támaszkodtak a hátsó hengerfedelekre a dugattyúk egyszerűbb leszerelhetősége érdekében. A hajtó- és csatlórudak I-keresztmetszettel készültek. A gőzhengerek üresjárati munkájának (ellenállásának) csökkentésére a hengerfedelelekre és az átömlőre is ún. Ricour-szelepet szereltek. A jobb oldali hengerpárra 5 bar értékre beállított nyomáscsökkentő szelep is került.
A mozdony gépezetét indítókészülékkel is ellátták, noha erre egy négyhengeres mozdonynál nem volna feltétlenül szükség; azonban a könnyebb indítás mégis megkívánta. Az indítóberendezés egy, a kormánytengely emeltyűjének beállításával nyitható gőzbeeresztő szelep. A szelep a kormányművön a 60% feletti töltés beállításával automatikusan nyílik és gőzt bocsát az átömlőcsőbe, így a kisnyomású henger is friss gőzt kap. Ezzel egy időben az átömlőből a nagynyomású henger dugattyúja mögé is beáramlik és ellennyomást hoz létre, mely a vonóerőt bizonyos mértékben csökkenti.
A gőzhengerek külső beömlésű kagylós síktolattyúit Magyarországon elsőként Heusinger–Walschaert-rendszerű vezérművek szabályozták. Az azonos oldali hengereket közös tolattyúrúddal vezérelték. A vezérmű még nem ellenforgattyús, hanem ún. excenteres kivitelű volt. Az elülső henger tolattyúját a tolattyúrúdhoz mereven rögzítették, míg a hátulsót a vezérmű beállításakor a tolattyúrúdon elcsúsztathatóvá képezték ki.
A nagynyomású tolattyúk 27 mm-es külső és 7 mm-es negatív belső túlfedéssel, míg kisnyomású tolattyúk 21 mm-es külső és 6½ mm-es negatív belső túlfedéssel készültek.
Mivel a külső vezérmű nagynyomású hengerek legnagyobb töltését mindkét irányban 74%, a kisnyomásúakét 78% korlátozta volna, ezért a tolattyúk külső fedésein kivágásokat ejtettek a legnagyobb töltések 83, illetve 85,5%-ra emelése érdekében.
A két tolattyúrudat, így mind a négy tolattyút egyetlen kormánymű vezérelte. A kormányvonórudat kormánycsavarral szabályozták.

### Keret, futómű, mozdonysátor
A mozdony a viszonylag magas, 90 km/h legnagyobb sebességre tekintettel kereken 2 m futókör-átmérőjű hajtott és kapcsolt- valamint 1050 mm átmérőjű futókerékpárokkal készültek. A kerékpárok végére az addigi típusokkal azonos módon Hall-rendszerű forgattyúnyak-csapágyas forgattyúkat húztak fel. A hajtott kerekek forgattyújával egy darabból készült a vezérmű excenter-tárcsája is. A hajtott- és a kapcsolt kerékpárok tengelyeit a tengelyvonalban teljesen átfúrták. A tengelyágy-vezetékeket és a csapágyakat egyedi kenőbeles kenőberendezésekkel látták el.
A külső elrendezésű, szegecseléssel készült keret két, egymástól 1,84 m távolságban lévő 30 mm vastag folytvaslemez hossztartóból állt, melyeket elöl a mellgerenda, hátul a kapocsszekrény kötött össze, közöttük pedig a forgócsapot is befogadó hengermerevítők és a felettük lévő szekrényes füstszekrénytartó, valamint mögötte még két további függőleges folytvaslemez-kereszttartó (ún. keretkötő) merevített ki. A mellgerenda mögött vízszintes keretkötőlemezeket is beszegecseltek. A tengelyágytokok keretkivágásait acélöntésű ágyvezetékek merevítették, valamint a keretlemezeknek a kivágásoknál lévő nyúlványait alul összekötő ún. kötővasak fogták össze. Az ágytokok kopásai húzóékekkel utánállíthatóak voltak. A hajtó- és kapcsolt kerékpárok tengelyek fölött helyezett hordrugóit himbák kötötték össze.
Az 1800 mm tengelytávolságú elülső futóforgóváz kerete .. mm vastag lemezekből készült. A terhelést a forgóvázkeretre gömbcsészés ágyazású forgócsap és tekercsrugóra támaszkodó oldalsó csúszópofák vitték át. A forgócsapot a forgóváz tengelytávolságának felezővonalában mereven a főkeretbe ágyazták. A futókerékpárok hordrugói a tengelyek fölött helyezkedtek el.
A mozdonysátor homlokán egy-egy ovális forgóablakot alakítottak ki. Oldalra egy fix- és egy tolóablak került.

### Segédberendezések
A mozdonyra egy Westinghouse-rendszerű fékhengert szereltek. A féktuskók a mozdony hajtott kerékpárjait hátulról fékezték, míg a futóforgóváz kerékpárjai a MÁV mozdonyainál szokásos módon fékezetlenek voltak. Az összes féktuskóerő a tapadási súly 25%-a volt. A sebességet egy Petri-rendszerű sebességmérő mérte.  A gőzben lévő alkatrészek kenéséről Kordina-rendszerű, a kazán gőzével működő központi olajozó, ún. lubrikátor gondoskodott. Kedvezőtlen tapadási viszonyok esetén kézi rudazatos, kúpkerekes, sűrített levegős fúvóval kiegészített homokoló juttatott homokot a kapcsolt kerékpárok elé. A mozdonyokat hagyományos bajor rendszerű nagynyomású gőzfűtési berendezéssel is ellátták.

### Szerkocsi
Az Ie. osztályú mozdonyokhoz a korábbiaknál nagyobb befogadóképességű háromtengelyes, a MÁV Gépgyárban 9 szerkezetszámon kifejlesztett, a MÁV-nál kezdetben a mozdonnyal megegyezően Ie. osztályúként jelölt szerkocsit kapcsoltak.

## Az első próbák
Az első 733 pályaszámú mozdony tehát 1890. végére készült el és még az év decemberében – a kemény, sokszor −27 °C-os hidegben – kiterjedt próbáknak vetették alá. Először a Budapest–Bruck-Királyhida vonalon tizenegy kéttengelyes személykocsiból összeállított 160 tonna tömegű próbavonatot továbbított továbbított a vonalon sík szakaszán 80 km/órát meghaladó, a 6,5‰-es dombvidéki, kis sugarú pályaívekben bővelkedő szakaszán pedig 60 km/h sebességgel. Ezt követően a hegyvidéki szakaszokban bővelkedő Budapest–Hatvan–Salgótarján–Losonc–Zólyom–Ruttka vonalon tíz kéttengelyes személykocsiból álló 125 tonnás próbavonat továbbítása során a 16‰-es emelkedőn 31,37 km/h sebességgel haladt. A következő év májusában a Budapest–Hatvan-vasútvonalon tizenhat kocsis, 280,8 tonnás vonatot a 6,7‰-es emelkedőjű Aszód–Gödöllő szakaszon 63,11 km/h tartós sebességet ért el. A mozdony legnagyobb sebessége az átadást megelőző ún. műszakrendőri próbán elérte a 114 km/h sebességet is.
Már a téli próbák eredményeit követően újabb három Ie. osztályú mozdonyt rendelt a MÁV. Mivel az első mozdony gőzhenger-átmérőit (az abszolút méreteit és a hengerek egymáshoz viszonyított térfogat-arányait) nem találták a gazdaságos üzem szempontjából megfelelőnek. Ezért – megfelelő tapasztalat, vagy számítási eljárás híján – a megrendelt három példányt más-más nagy- és kisnyomású hengerátmérő-méretekkel (325/500, 315/490, illetve 370/500 mm) rendelték, a vezérmű változatlan méretei mellett. Az 1891. augusztus-szeptember havában átadott mozdonyokat a MÁV a 734–736 pályaszámokkal látta el.

## Az If. osztályú mozdonyok

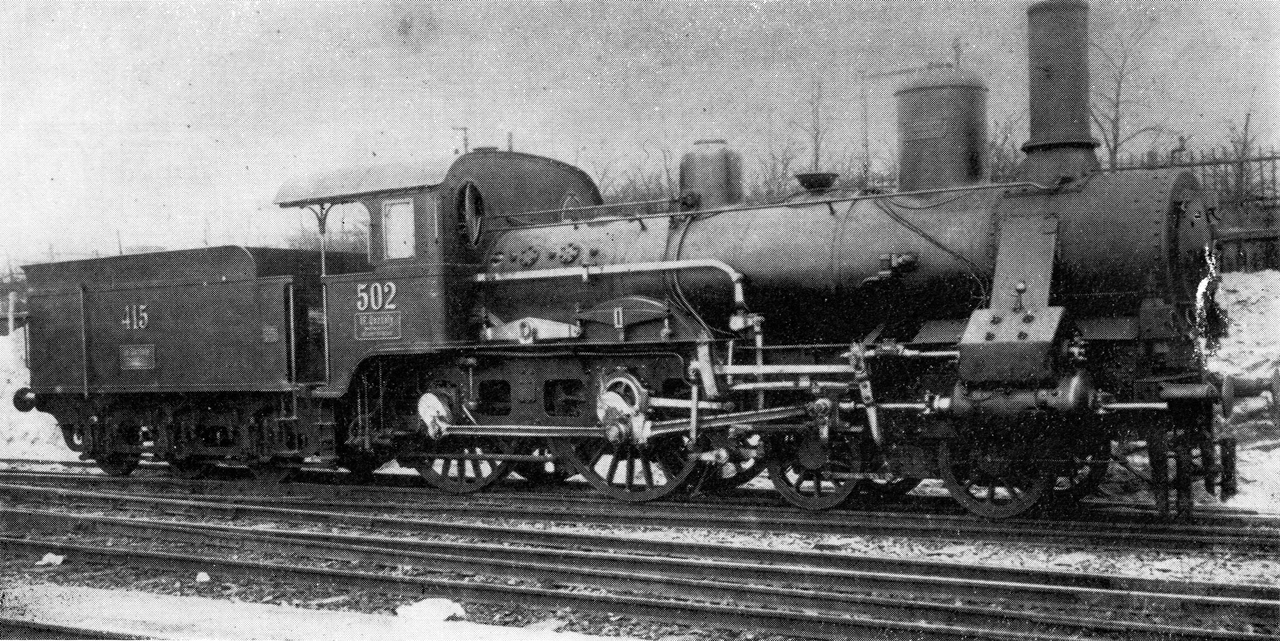
A MÁV If osztályú 502 pályaszámú ikergépezetű mozdonya

A kompaund gépezetű mozdonyok előnyeinek bizonyítására 2 db, az Ie. osztályú mozdonyokkal azonos kazánnal és futóművel, de kéthengeres ikergépezettel rendelkező mozdonyokat építettek. A MÁV Gépgyárban 33. szerkezetszámon elkészült, még második Ie. osztályú mozdony átadása előtt üzembe állt a  737–738 pályaszámú, If. osztályba sorolt mozdonyok gőzhengereit ugyanoda szerelték fel, ahol az Ie. osztályúak kisnyomású, tehát elülső hengerei voltak. Így a mozdony meglehetősen szokatlan kinézetű lett, hosszú dugattyú- és tolattyúrudakkal. A kísérletek alapján 80 km/h sebesség alatt a kompaund változat 15%-kal kevesebb tüzelőanyagot fogyasztott, de ez az előny a sebesség növekedésével fokozatosan elfogyott. Végül a jobb teljesítményértékek miatt választották a kompaund rendszerű változatot, melyet sorozatban gyártani kezdtek. A típus engedélyezett vonatterheléseit a MÁV számításokkal az alábbiak szerint állapította meg:
| Az Ie. és If. osztályú mozdonyok engedélyezett vonatterhelései | Az Ie. és If. osztályú mozdonyok engedélyezett vonatterhelései | Az Ie. és If. osztályú mozdonyok engedélyezett vonatterhelései | Az Ie. és If. osztályú mozdonyok engedélyezett vonatterhelései | Az Ie. és If. osztályú mozdonyok engedélyezett vonatterhelései | Az Ie. és If. osztályú mozdonyok engedélyezett vonatterhelései |
| Pálya- emelkedés                                               | 50 km/h                                                        | 60 km/h                                                        | 70 km/h                                                        | 80 km/h                                                        | 90 km/h                                                        |
| -------------------------------------------------------------- | -------------------------------------------------------------- | -------------------------------------------------------------- | -------------------------------------------------------------- | -------------------------------------------------------------- | -------------------------------------------------------------- |
| 0‰                                                             | 766 t 697 t                                                    | 522 t 476 t                                                    | 358 t 320 t                                                    | 241 t 213 t                                                    | 162 t 140 t                                                    |
| 5‰                                                             | 324 t 291 t                                                    | 238 t 213 t                                                    | 172 t 149 t                                                    | 118 t 100 t                                                    | 78 t 62 t                                                      |
| 10‰                                                            | 182 t 160 t                                                    | 133 t 116 t                                                    | 94 t 78 t                                                      | 61 t 48 t                                                      | 35 t 24 t                                                      |

Mivel a MÁV gőzmozdonyai nyilvántartására 1891-ben módosított pályaszámrendszert vezetett be, ezért az Ie. és If. osztályú mozdonyok jelölése is változott: az Ie. osztályú mozdonyok új pályaszáma 401–404, az If. osztályúaké 501–502 lett.
A kísérletek után a két If. osztályú mozdonyt is Ie. osztályúvá építették át, pályaszámuk azonban változatlan maradt.

## A sorozatgyártás és üzemük a századfordulóig
A kísérletek alapján tehát az Ie. osztály sorozatgyártása mellett döntöttek, azonban a gépezet méretezésével még mindig nem voltak elégedettek. Ezért az 1891-ben megrendelt, 313 szerkezetszámmal legyártott és 1892–1893-ban 405–420 pályaszámokkal állagba vett tizenhat példány újra más-más hengerátmérőkkel készült és ezúttal a vezérmű méreteit is módosították:
- A 405–410 pályaszámú mozdonyok az első példánnyal megegyező 340, illetve 480 mm átmérőjű gőzhengereket kapott, azonban a kiömlőcsatornák szélességét 14–14 mm-rel csökkentették, míg a közfalak szélességét 7–7 mm-rel megnövelték. A kisnyomású tolattyúk belső túlfedése −4,5 mm-re változott.
- A 411–420 pályaszámú mozdonyok 320, illetve 490 mm átmérőjű gőzhengereket kapott, a többi adat megegyezett a 405–410 pályaszámúakéval. Egyetlen kivételt a 415 pályaszámú mozdonyok képezte, melynél nagynyomású tolattyúk belső túlfedése −5 mm-re változott.

A 415 pályaszámú gépezetének méretei képezték a kiindulási pontot a további beszerzések számára, bár kisebb változtatások ezt követően is történtek.
A következő széria öt mozdonya 314 szerkezetszámon készült és azokat a MÁV 1893–1894-ben állította szolgálatba, 421–425 pályaszámokon. A mozdonyok vezérművét úgy módosították, hogy a legnagyobb hengertöltés 76, illetve 81%-ra nőtt. A legnagyobb töltést a kisnyomású tolattyú tükrében alkalmazott csatornával és a tolattyúbe ejtett bevájással 91%-ra növelték. A típusra ettől a szállítmánytól kezdve 12 másodperces Haushälter-rendszerű sebességmérő került.
A mozdonyok 1894-től új hadijelet kaptak, mely a típus esetén  {\displaystyle {\tfrac {\mathrm {II\ 275} }{\mathrm {B} _{2}}}}  lett.
Még 1893-ban újabb húsz példányt rendeltek a MÁV Gépgyártól, azonban további huszonkét példányt a budapesti gyár kapacitáshiánya miatt 1894-ben osztrák gyárak szállítottak:
- 6 db-ot a Floridsdorfi Mozdonygyár készített 172 rendelési számon, melyek a 426–431 pályaszámokat kapták és nagyrészt megegyeztek az előző szériával. A nagynyomású tolattyúk külső túlfedése elöl 28,5 mm-re, míg hátul 25 mm-re nőtt. A kisnyomású tolattyúk ugyanezen értékei 25, illetve 22,5 mm-re változtak. A vezérmű legnagyobb töltései 80, illetve 84%-ra nőttek, de a tolattyúk már említett módosításával a legnagyobb töltés 93%-ra növekedett. A mozdonyok gőzben járó alkatrészeinek kenését ettől a szériától kezdve két Nathan-rendszerű, a kazán gőzével működtetett központi olajozó, úgynevezett lubrikátor látta el, közülük az egyik a nagy-, a másik a kisnyomású gépezet kenésérőél gondoskodott.
- További 6 db-ot az előzővel azonos kivitelben Bécsújhelyi Mozdonygyár szállította, melyek a 432–437 pályaszámokon kerültek a MÁV állományába.
- A 438–447 pályaszámú mozdonyokat Lokomotivfabrik der StEG készítette Bécsben. A mozdonyok kivitele az előbbiekét követte, de a bécsi üzem ezt a tíz mozdonyt egy saját fejlesztésű indítókészülékkel látta el. Ennek a berendezésnek a „lelke” oldalanként egy-egy henger alakú öntvényben közös tengelyen elhelyezett segéddugattyú-pár, melyek tolattyúját és azzal együtt egy további segédtolattyút a mozdonysátorból kézzel lehetett állítani. Indításkor a friss gőz a beömlőcsőből ez utóbbi segédtolattyún át az átömlőbe, így a kisnyomású hengerbe jutott. Szintén friss gőz jutott a hátsó dugattyú hátsó falára, mely azt és így az elöli dugattyút is az első véghelyzetébe rögzítette. Az elülső dugattyú pedig összekötötte a nagynyomású henger kiömlőterét a kiömlőcsővel, továbbá megakadályozta, hogy friss gőz jusson a nagynyomású henger kiömlőterébe, így nem jött létre a korábbi kivitelű indítókészüléknél fellépő ellennyomás. Így mind a négy henger friss gőzzel, ikergépezetként működött, akár indítás után hosszabb ideig is. Emellett menet közben ugyancsak át lehetett állni az ikerműködésre.

Szintén 1894-ben, illetve 1895 januárjában adta át a MÁV Gépgyár is az osztrák gyártókéval egyidejűleg megrendelt húsz Ie. osztályú mozdonyt. A 315 szerkezetszámú, 448–467 pályaszámú mozdonyok kivitelükben a Floridsdorfi Mozdonygyár és a Bécsújhelyi Mozdonygyár által szállított példányokét követték.
Az 1896-os millenniumi kiállításra a hazai mozdonygyártást bemutatandó, többek között egy újabb Ie. osztályú mozdony is készült. A 316 szerkezetszámú, de az előző szériával szerkezetileg megegyező, a MÁV-nál 468 pályaszámot kapott mozdony volt a MÁV Gépgyár ezredikként elkészült mozdonya, a hozzá kapcsolt szerkocsi pedig az 500. gyári számot viselte.
A beszerzett mozdonyokat a két budapesti (Keleti és Nyugati) fűtőházhoz állomásították és fővárosból kiinduló legnehezebb gyors- és személyvonatoknak a jelentős vidéki város mozdonyváltó állomásaiig történő továbbítására használták.

## A századfordulótól az első világháború végéig
Az Ie. osztályú mozdonyok teljesítménye a századfordulót követően már nem bizonyult elegendőnek. Váltótípusként a 2'B1 tengelyelrendezésű I{\displaystyle {\mathit {l}}}. és Im. osztályú mozdonyok alkalmazását tervezték. A két új prototípus mozdonyt az Ie. osztályú mozdonyokkal is összehasonlították. Egy ilyen, 1902. nyarán megtartott próbamenet során az Ie. osztály addig nem tapasztalt jó eredményt produkált: a 474 pályaszámú mozdony egy 197,4 tonnás vonattal túlerőltetés nélkül 100 km/h sebességgel haladt, miközben a mozdony gépezete 800 lóerős indikált teljesítményt fejtett ki. Az Ie. osztályú mozdonyok engedélyezett vonatterhelését a I{\displaystyle {\mathit {l}}}. és Im. osztályú mozdonyoké alig 10–15%-kal haladta meg. Ezért a mozdonyok terveinek teljes átdolgozása mellett döntöttek. Ezen átmeneti időszak mozdonyszükségletét további Ie. osztályú mozdonyok beszerzésével fedezték.
Még 1901-ben újabb öt, 1902-ben pedig tíz példányt rendeltek a MÁV Gépgyártól.
- Az öt darabos széria 317 szerkezetszámmon 1901–1902 készült el és a 469–473 pályaszámokon kerültek a MÁV állagába. A mozdonyok új típusú indítókészüléket kaptak. Az indítókészüléket kézi rudazattal működtették. A rudazat emeltyű közreműködésével egyrészt egy gőzbeeresztő szelep a gőzdómól friss gőzt vezetett az indítókészülékbe, másrészt egy, a nagynyomású henger gőzbeömlő csöve és az átömlő közé iktatott szelepet is megnyitott. Az indítókészülékbe vezetett friss gőz az indítókészülék kisebb dugattyúját hátra tolta, mely a vele egy tengelyen, de külön térben mozgó nagyobbik dugattyút is hátra mozdította. A nagyobbik dugattyú ebben a helyzetben elzárta az átömlő nyílását. A nagynyomású henger első gőz-kipufogása az indítókészülék nagyobbik dugattyúját az eredeti, elülső helyzetébe nyomja vissza, így a nagynyomású henger kiömlője és az átömlő között megnyílik az út, így a gépezet kompaund üzemben dolgozott tovább. Bár ezt az elvében a Borries-rendszerű indítókészülékhez nagyon hasonló indítókészüléket csak a mozdony megmozdítására, az első negyed kerékfordulat idején lehetett működtetni és az indítókészülék emeltyűjét ezután rögtön alaphelyzetébe visszahúzni, mégis ezzel szerezték a legkedvezőbb tapasztalatokat és a további példányok mind ezzel a berendezéssel készültek.
- Az 1902-ben megrendelt tíz példány 318 szerkezetszámon az ekkortól Magyar Királyi Állami Vasgyárak elnevezést viselő üzemben még abban az évben elkészült és a 474–483 pályaszámokon álltak forgalomba. Az utolsó három mozdonyt kísérletképpen Friedmann-rendszerű kenőkészülékkel szállították.

Az Ie. osztályú mozdonyok utolsó gyártási sorozatát 1903-ban rendelték meg és a járművek egy kivételével még abban az évben szolgálatba is álltak. Az újra Kordina-rendszerű kenőkészülékkel szállított mozdonyok a 319 szerkezetszámon készültek és a 484–493 pályaszámokat kapták.
Az Ie. és If. osztályú mozdonyok gyártását az alábbi táblázat foglalja össze:
| A Ie. és If. osztály (MÁV 222 sorozat) gyártási adatai | A Ie. és If. osztály (MÁV 222 sorozat) gyártási adatai | A Ie. és If. osztály (MÁV 222 sorozat) gyártási adatai | A Ie. és If. osztály (MÁV 222 sorozat) gyártási adatai | A Ie. és If. osztály (MÁV 222 sorozat) gyártási adatai | A Ie. és If. osztály (MÁV 222 sorozat) gyártási adatai | A Ie. és If. osztály (MÁV 222 sorozat) gyártási adatai |
| Gyártó                                                 | Mozdony szerkezet- szám                                | Szerkocsi szerkezet- szám                              | Pályaszám 1891-ig                                      | Pályaszám 1891–1911-ig                                 | Pályaszám 1911-től                                     | Gyártási év                                            |
| ------------------------------------------------------ | ------------------------------------------------------ | ------------------------------------------------------ | ------------------------------------------------------ | ------------------------------------------------------ | ------------------------------------------------------ | ------------------------------------------------------ |
| MÁV Gépgyár                                            | 311                                                    | 91                                                     | 733                                                    | 401                                                    | 222,001                                                | 1890.                                                  |
| MÁV Gépgyár                                            | 312                                                    | 92                                                     | 734–736                                                | 402–404                                                | 222,002–004                                            | 1891.                                                  |
| MÁV Gépgyár                                            | 331                                                    | 92                                                     | 737–738                                                | 501–502                                                | 222,094–095                                            | 1891.                                                  |
| MÁV Gépgyár                                            | 313                                                    | 93                                                     |                                                        | 405–416 417–420                                        | 222,005–016 222,017–020                                | 1892. 1893.                                            |
| MÁV Gépgyár                                            | 314                                                    | 94                                                     |                                                        | 421–425                                                | 222,021–025                                            | 1893.                                                  |
| WLF                                                    | 172                                                    | 734                                                    |                                                        | 426–431                                                | 222,026–031                                            | 1894.                                                  |
| Lf. v. Sigl                                            |                                                        |                                                        |                                                        | 432–437                                                | 222,032–037                                            | 1894.                                                  |
| Mf. d. StEG                                            |                                                        |                                                        |                                                        | 438–447                                                | 222,038–047                                            | 1894.                                                  |
| MÁV Gépgyár                                            | 315                                                    | 95                                                     |                                                        | 448–465 466–467                                        | 222,048–065 222,066–067                                | 1894. 1895.                                            |
| MÁV Gépgyár                                            | 316                                                    | 96                                                     |                                                        | 468                                                    | 222,068                                                | 1896.                                                  |
| MÁV Gépgyár                                            | 317                                                    | 97                                                     |                                                        | 469 470–473                                            | 222,069 222,070–073                                    | 1901. 1902.                                            |
| MÁV Gépgyár                                            | 318                                                    | 98                                                     |                                                        | 474–483                                                | 222,074–083                                            | 1902.                                                  |
| MÁV Gépgyár                                            | 319                                                    | 9                                                      |                                                        | 484–493                                                | 222,084–093                                            | 1903.                                                  |

Az Ie. osztályú mozdony gyártása tehát egészen 1904-ig folyt, azután teljesítményük a legnehezebb gyorsvonatok továbbítására már nem volt elegendő. Helyettük a jóval erősebb In. osztályú mozdonyok gyártása kezdődött meg. E mozdonyok üzembe állásával megkezdődött az Ie. osztályú mozdonyok átállomásítása a vidéki fűtőházakhoz: Zágráb és Érsekújvár után Kolozsvár, Arad, Pozsony és Szombathely vontatási telepei is a típus üzemeltetője lett.
1906-ban az Északi Főműhely a 459 pályaszámú mozdonyt Brotan-kazánnal látta el, így ez a jármű lett az első ilyen kazánnal felszerelt magyarországi gőzmozdony. A mozdony hagyományos társaihoz képest 11%-kal kevesebb szenet és 4%-kal kevesebb vizet fogyasztott.
A 401–493 pályaszámú mozdonyok 1911-ben a 222,001–093 sorozatjelet és pályaszámot, a szerkocsik az E jellegmegjelölést, valamint a hozzájuk tartozó mozdony sorozatjelét és pályaszámát (E222,001–093) kapták. Az 501–502 pályaszámú mozdonyok új jelzése 222,094–095, a szerkocsiké E222,094–095 lett.
A 222 sorozatú mozdonyok a 301 és 327 sorozatú háromcsatlós mozdonyok megjelenésével egyre inkább vidékre kerültek, alárendeltebb szolgálatra. A felsoroltakon kívül Szolnok, Szeged, Miskolc és Békéscsaba fűtőházaihoz is kerültek 222-esek.
1914-ben egy másik 222-est, a 222,073 pályaszámút Brotan–Deffner-rendszerű kazánnal szereltek fel.
A MÁV mozdonyainak nagyjavítását műhelyei között 1918-tól nem területenként, hanem típusonként osztotta el. A 222 sorozat mozdonyainak nagyjavítására a Szombathelyi Műhelyt jelölték ki.

## A két háború között
Az első világháború után 25 db 222-es a CFR-hez, 4 db pedig az SHS-hez került.

### Magyarország
A megmaradt mozdonyokat a MÁV a lecsökkent forgalom és a korszerűbb gyorsvonati mozdonyok üzembe állása miatt fokozatosan tehervonati szolgálatra rendelték, majd kevés kivétellel javítás nélkül félreállították. 1932–1934-ben 56 db 222-est selejteztek. Öt selejtezett mozdony szerkocsiját 651 sorozatú mozdonyokhoz kapcsolva üzemeltettek tovább.
1932-ben Fialovits Béla kidolgozta a mozdonyok iker-túlhevítőssé átalakításának műszaki és gazdasági részleteit, melynek nyomán a mozdonyok az ekkor előforduló néhány kocsis gyorsvonatok továbbítására a három kapcsolt kerékpárú mozdonyoknál várhatóan gazdaságosabb megoldást kínáltak volna. A gazdasági válság azonban nem tette lehetővé a terv megvalósítását
Az állagban maradt tíz 222 sorozatú mozdonyt az 1938-ban Budapesten megrendezett 34. Eucharisztikus világkongresszusra – átalakítás nélkül – ideiglenesen forgalomba helyezték.

### Románia
A CFR bonyolult szerkezetük és használódásuk miatt 1930. és 1934. között valamennyi 222-esét kiselejtezte.

## A második világháború és a vég
A bécsi döntések következtében megnőtt forgalom miatt a megmaradt 222-esek továbbra is részt vettek a vonattovábbításban. A háború végeztével négy példány maradt Magyarországon, majd a járműcserékkel ez a szám hétre nőtt. Azonban az elavult mozdonyok ekkor már nem közlekedtek és néhány év múlva kivétel nélkül selejtezték őket; utoljára a 222,031-et 1951 szeptemberében.